# 썬즈 오브 아나키

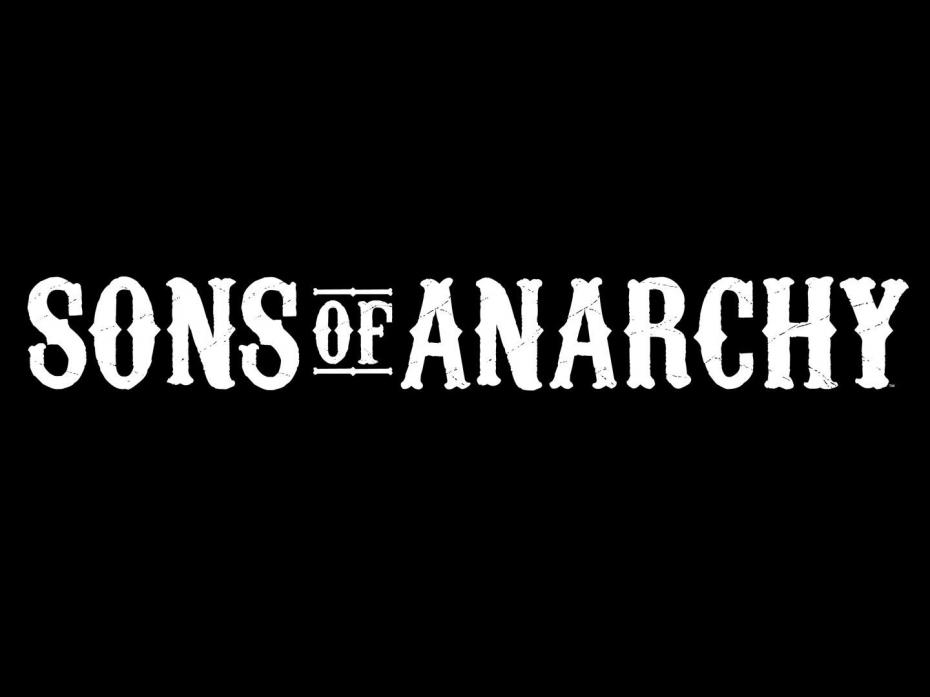

썬즈 오브 아나키(Sons of anarchy)는 미국의 드라마이다. 주로 미국 캘리포니아주 북부 가상의 마을인 차밍타운의 모터사이클 갱단 썬즈 오브 아나키의 이야기를 다루고 있다. 2008년 9월 3일 미국 FX Networks에서 13부작으로 편성되어 시즌1이 방영되었다. 2014년 말 시즌7을 방영으로 종료되었다. 상당히 많은 마니아층을 확보하였지만 그만큼 비판도 많이 받았던 작품이었다. 오토바이,형제(동료)애,폭력성,총싸움 등 이 세상의 대부분의 남자들이 보고 좋아할 만한 것은 다 들어가 있어서 인기가 많은 편이었지만 비평가들은 사회에서 기피하는 것들을 아무렇지 않게 묘사해 일부 시청자들이 생각없이 몰입되어 현실에서도 작용할 수 있다는 점을 들어 크게 비판하였고 시즌이 가면 갈수록 스토리가 꼬이기만 하고 막장으로 전개되는 점도 엄청나게 욕을 먹어서 말년에는 인기도가 엄청 떨어져서 끝이 흐지부지하게 끝났다.
대한민국에서는 XTM 방영을 통해 알려지게 되었다.
썬즈 오브 아나키의 제작자인 커트 서터가 자신의 트위터에서 이 작품을 기반으로 '웹게임이 아닌 콘솔게임'을 만들 것이라 밝혀 다시 한번 화제가 된 바 있다.

## 배역

### 샘크로
- 찰리 허냄 - 잭스 텔러
- 론 펄먼 - 클레이 모로
- 마크 분 주니어 - 보비 먼슨
- 킴 코티스 - 티그 트레이거
- 토미 플래너건 - 치브스 텔퍼드
- 조니 루이스 - 하프색 엡스
- 시어 로시 - 주스 오티즈
- 라이언 허스트 - 해리 오피 윈스턴
- 윌리엄 러킹 - 파이니 윈스턴
- 커트 서터 - 빅 오토 델러니
- 다비드 라브라바 - 해피
- 니컬러스 게스트 - 존 텔러 (목소리)

### 샘크로의 주변인물
- 케이티 사갈 - 제마 텔러 모로
- 매기 시프 - 타라 놀즈
- 드레아 드 마테오 - 웬디 케이스
- 스프레이그 르에이든 - 도나 윈스턴
- 아벨 텔러
- 토머스 텔러

### 경찰, 연방요원
- 데이턴 칼리 - 웨인 언서
- 테일러 셰리든 - 다비드 헤일
- 앨리 워커 - 준 스탈

### IRA
- 제이미 맥셰인 - 캐머런 헤이스
- 캘라드 해리스 - 애드몬드 헤이스

## 같이 보기
- 썬즈 오브 아나키의 등장인물 목록